# جعبه (فیلم ۲۰۰۳)
«جعبه» (انگلیسی: The Box (2003 film)) یک فیلم است که در سال ۲۰۰۳ منتشر شد. از بازیگران آن می‌توان به جیمز روسو، ترزا راسل، براد دوریف، و جاون پالیتو اشاره کرد.